# Noma Noha Akugue
Noma Noha Akugue (* 2. Dezember 2003 in Reinbek) ist eine deutsche Tennisspielerin.

## Leben

### Persönliches
Ihre Eltern Miriam Akugue und Ronald Obazelu kamen aus Nigeria nach Deutschland und gründeten dort ihre Familie. Noha Akugue hat zwei jüngere Brüder. Die Familie lebt in Glinde.

### Karriere
Noma Noha Akugue begann im Alter von drei Jahren mit dem Tennisspielen, als ihr Vater sie zum Kindergarten-Tennis mitnahm. Begonnen hat sie mit dem Sport beim TSV Glinde, seit 2019 spielt sie beim Club an der Alster in Hamburg.
Bereits als Juniorin machte sie auf sich aufmerksam. Mit gerade einmal elf Jahren gewann sie 2015 die Bezirksmeisterschaften. Mit 13 Jahren gewann sie 2017 ihr erstes Damenturnier in Bremen und im Folgejahr die Norddeutschen Meisterschaften.
Das erste Profiturnier auf dem ITF Women’s Circuit bestritt sie 2018 in Essen, wo sie in der ersten Qualifikationsrunde ausschied.
Mitte Juli 2020 gewann sie die Verbandsmeisterschaften Schleswig-Holstein/Hamburg. Im Finale besiegte sie Eliessa Vanlangendonck mit 6:1 und 6:2. Am 30. August erreichte sie erstmals ein Finale eines ITF-Turniers, das sie gegen Cindy Burger mit 1:6 und 4:6 verlor. Ende des Jahres wurde Noha Akugue Deutsche Tennismeisterin, als sie im Finale der nationalen Meisterschaften Nastasja Schunk mit 6:3 und 6:3 besiegte.
Im Juli 2023 konnte Noha Akugue zum ersten Mal in ihrer Karriere beim WTA-Turnier von Hamburg nach Siegen über Laura Pigossi, Storm Hunter, Martina Trevisan und Diana Schneider das Finale eines WTA-Turniers erreichen. Dort unterlag sie der Niederländerin Arantxa Rus in zwei Sätzen.

## Erfolge

### Einzel
Turniersiege 
| Nr. | Datum           | Turnier | Kategorie | Belag | Finalgegnerin     | Ergebnis    |
| --- | --------------- | ------- | --------- | ----- | ----------------- | ----------- |
| 1.  | 15. Mai 2022    | Kairo   | ITF W15   | Sand  | Yang Ya-yi        | 6:1, 6:1    |
| 2.  | 25. August 2024 | Přerov  | ITF W75   | Sand  | Kryszina Dsmitruk | 6:2 3:6 6:1 |

 Finalteilnahmen 
| Nr. | Datum             | Turnier        | Kategorie | Belag     | Finalgegnerin      | Ergebnis       |
| --- | ----------------- | -------------- | --------- | --------- | ------------------ | -------------- |
| 1.  | 30. August 2020   | Alkmaar        | ITF W15   | Sand      | Cindy Burger       | 1:6, 4:6       |
| 2.  | 22. Mai 2022      | Kairo          | ITF W15   | Sand      | Barbora Matúšová   | 2:6, 5:7       |
| 3.  | 7. August 2022    | Hechingen      | ITF W60   | Sand      | Lea Bošković       | 5:7, 6:3, 4:6  |
| 4.  | 28. August 2022   | Braunschweig   | ITF W25   | Sand      | Brenda Fruhvirtová | 3:6, 1:6       |
| 5.  | 4. September 2022 | Prag           | ITF W60   | Sand      | Réka Luca Jani     | 3:6, 6:74      |
| 6.  | 2. Oktober 2022   | Pula           | ITF W25   | Sand      | Ylena In-Albon     | 3:6, 2:6       |
| 7.  | 12. November 2022 | Kirjat Motzkin | ITF W25   | Hartplatz | Hanna Kubarawa     | 6:75, 7:5, 5:7 |
| 8.  | 29. Juli 2023     | Hamburg        | WTA 250   | Sand      | Arantxa Rus        | 0:6, 6:73      |
| 9.  | 25. Februar 2024  | Porto          | ITF W75   | Hartplatz | Anna Bondár        | 6:74, 2:6      |

### Doppel
Turniersiege 
| Nr. | Datum              | Turnier            | Kategorie | Belag | Partnerin      | Finalgegnerinnen                  | Ergebnis  |
| --- | ------------------ | ------------------ | --------- | ----- | -------------- | --------------------------------- | --------- |
| 1.  | 13. August 2022    | Leipzig            | ITF W25   | Sand  | Ella Seidel    | Tea Lukic Joëlle Steur            | 6:0, 7:5  |
| 2.  | 15. Juli 2023      | Amstelveen         | ITF W60   | Sand  | Marie Weckerle | Ayla Aksu Ena Kajević             | 7:5, 6:3  |
| 3.  | 28. September 2024 | Kuršumlijska Banja | ITF W75   | Sand  | Amina Anschba  | Cristina Dinu Lija Karatantschewa | 6:2, 7:62 |

 Finalteilnahmen 
| Nr. | Datum           | Turnier | Kategorie | Belag | Partnerin         | Siegerinnen                       | Ergebnis         |
| --- | --------------- | ------- | --------- | ----- | ----------------- | --------------------------------- | ---------------- |
| 1.  | 14. Mai 2022    | Kairo   | ITF W15   | Sand  | Ani Wangelowa     | Yasmin Ezzat Noa Liauw a Fong     | 6:3, 3:6, [9:11] |
| 2.  | 11. Mai 2024    | Prag    | ITF W75   | Sand  | Ella Seidel       | Jaimee Fourlis Dominika Šalková   | 7:5, 5:7, [4:10] |
| 3.  | 24. August 2024 | Přerov  | ITF W75   | Sand  | Sapfo Sakellaridi | Jelena Pridankina Julie Štruplová | 3:6, 4:6         |

## Karrierestatistik und Turnierbilanz

### Einzel
Die letzte Aktualisierung erfolgte nach dem WTA-Turnier in Saint-Malo 2025.
| Turnier                      | 2018      | 2019      | 2020      | 2021      | 2022      | 2023      | 2024      | 2025      | Titel / Teiln. | Titel / Teiln. |
| ---------------------------- | --------- | --------- | --------- | --------- | --------- | --------- | --------- | --------- | -------------- | -------------- |
| Australian Open              | –         | –         | –         | –         | –         | –         | Q1        | Q1        | 0 / 0          | 0 / 0          |
| French Open                  | –         | –         | –         | –         | –         | Q2        | Q2        | –         | 0 / 0          | 0 / 0          |
| Wimbledon                    | –         | –         | n. a.     | –         | –         | Q2        | Q1        | –         | 0 / 0          | 0 / 0          |
| US Open                      | –         | –         | –         | –         | –         | Q1        | –         |           | 0 / 0          | 0 / 0          |
| Statistik                    | Statistik | Statistik | Statistik | Statistik | Statistik | Statistik | Statistik | Statistik | S/N            | Sieg%          |
| Turnierteilnahmen            | 2         | 0         | 1         | 8         | 25        | 29        | 29        | 13        | Gesamt: 107    | Gesamt: 107    |
| Erreichte Finals             | 0         | 0         | 1         | 0         | 7         | 1         | 2         | 0         | Gesamt: 11     | Gesamt: 11     |
| Gewonnene Titel              | 0         | 0         | 0         | 0         | 1         | 0         | 1         | 0         | Gesamt: 2      | Gesamt: 2      |
| Hartplatz-Siege/-Niederlagen | 0:0       | 0:0       | 0:0       | 4:2       | 6:7       | 9:14      | 4:5       | 5:7       | 28:35          | 44 %           |
| Sand-Siege/-Niederlagen      | 0:2       | 0:0       | 7:1       | 2:4       | 39:15     | 16:12     | 25:20     | 7:7       | 96:61          | 61 %           |
| Rasen-Siege/-Niederlagen     | 0:0       | 0:0       | 0:0       | 0:1       | 0:1       | 1:2       | 0:2       | 0:0       | 1:6            | 14 %           |
| Teppich-Siege/-Niederlagen   | 0:0       | 0:0       | 0:0       | 3:1       | 2:1       | 3:1       | 0:1       | 0:0       | 8:4            | 67 %           |
| Gesamt-Siege/-Niederlagen    | 0:2       | 0:0       | 7:1       | 9:8       | 47:24     | 29:29     | 29:28     | 12:14     | 133:106        | 56 %           |
| Sieg%                        | 0 %       | –         | 88 %      | 53 %      | 66 %      | 50 %      | 51 %      | 46 %      | Gesamt:        | 56 %           |
| Jahresendposition            | –         | –         | –         | 708       | 258       | 171       | 212       |           | N/A            | N/A            |

Zeichenerklärung: S = Turniersieg; F, HF, VF, AF = Einzug ins Finale / Halbfinale / Viertelfinale / Achtelfinale; 1, 2, 3 = Ausscheiden in der 1. / 2. / 3. Hauptrunde; RR = Round Robin (Gruppenphase); n. a. = nicht ausgetragen; a. K. = andere Kategorie; PO (Play-off) = Auf- und Abstiegsrunde im Billie Jean King Cup; K1, K2, K3 = Teilnahme in der Kontinentalgruppe I, II, III im Billie Jean King Cup.
Anmerkung: Diese Statistik berücksichtigt alle Ergebnisse im Einzel bei ITF- und WTA-Turnieren. Als Quelle dient die ITF-Seite der Spielerin. Dargestellt sind nur WTA-Turniere der Kategorien Premier Mandatory und Premier 5 (2009–2020) bzw. die WTA-Turniere der Kategorie 1000 (seit 2021).

## Auszeichnungen
- Sportlerin des Jahres in Hamburg – 2020[9]